# Twyman-Stokes Teammate of the Year Award
Le Twyman-Stokes Teammate of the Year Award est une récompense annuelle de la National Basketball Association. Il existe depuis la saison NBA 2012-2013 et récompense le « coéquipier idéal » qui illustre « un jeu altruiste, un leadership sur et en dehors du terrain, un mentor et un modèle pour d'autres joueurs et l’implication et le dévouement pour son équipe ». Cette récompense porte le nom de Jack Twyman et de Maurice Stokes, qui ont joué ensemble aux Royals de Rochester/Cincinnati de 1955 à 1958.
Chaque année, 12 joueurs, 6 de chaque conférence, sont nommés par un panel de légendes NBA. Les joueurs votent alors pour 5 des joueurs nommés. Le premier reçoit 10 points, le deuxième en reçoit 7, le troisième en reçoit 5, le quatrième en reçoit 3 et le cinquième en reçoit 1. Le joueur qui a le plus de points remporte la récompense et reçoit le trophée Twyman-Stokes. En plus de cette récompense, la NBA effectuera un don de 25 000 dollars à l'association choisie par le vainqueur,.
L'arrière des Clippers de Los Angeles, Chauncey Billups a été le premier à recevoir cette récompense.

## Palmarès
|         | Joueur encore actif en NBA                        |
|         | Élu au Basketball Hall of Fame                    |
| Nom (X) | Nombre de fois où le joueur a remporté ce trophée |

| Saison    | Joueur              | Poste           | Nationalité | Équipe                          | Réf.   |
| --------- | ------------------- | --------------- | ----------- | ------------------------------- | ------ |
| 2012-2013 | Chauncey Billups    | Arrière         | États-Unis  | Clippers de Los Angeles         | [ 2 ]  |
| 2013-2014 | Shane Battier       | Ailier          | États-Unis  | Heat de Miami                   | [ 3 ]  |
| 2014-2015 | Tim Duncan          | Ailier fort     | États-Unis  | Spurs de San Antonio            | [ 4 ]  |
| 2015-2016 | Vince Carter        | Arrière, Ailier | États-Unis  | Grizzlies de Memphis            | [ 5 ]  |
| 2016-2017 | Dirk Nowitzki       | Ailier fort     | Allemagne   | Mavericks de Dallas             | [ 6 ]  |
| 2017-2018 | Jamal Crawford      | Arrière, Ailier | États-Unis  | Timberwolves du Minnesota       | [ 7 ]  |
| 2018-2019 | Mike Conley Jr.     | Meneur          | États-Unis  | Grizzlies de Memphis (2)        | [ 8 ]  |
| 2019-2020 | Jrue Holiday        | Meneur          | États-Unis  | Pelicans de La Nouvelle-Orléans | [ 9 ]  |
| 2020-2021 | Damian Lillard      | Meneur          | États-Unis  | Trail Blazers de Portland       | [ 10 ] |
| 2021-2022 | Jrue Holiday (2)    | Meneur          | États-Unis  | Bucks de Milwaukee              | [ 11 ] |
| 2022-2023 | Jrue Holiday (3)    | Meneur          | États-Unis  | Bucks de Milwaukee (2)          | [ 12 ] |
| 2023-2024 | Mike Conley Jr. (2) | Meneur          | États-Unis  | Timberwolves du Minnesota (2)   | [ 13 ] |
| 2024-2025 | Stephen Curry       | Meneur          | États-Unis  | Warriors de Golden State        | [ 14 ] |